# Rowland Baring (2e comte de Cromer)
Rowland Thomas Baring (29 novembre 1877 - 13 mai 1953), est un diplomate, courtisan et homme politique britannique.  Il est titré 2e comte de Cromer et vicomte Errington entre 1901 et 1917.

## Carrière
Baring est membre de la famille Baring et fils d'Evelyn Baring.
Il est nommé au service diplomatique en tant que troisième secrétaire en juillet 1902.
Pendant la Première Guerre mondiale, il sert comme subalterne dans les Grenadier Guards . De 1922 à 1938, il est Lord-chambellan.

## Famille
Rowland Baring épouse Lady Ruby Elliot-Murray-Kynynmound, fille de Gilbert Elliot-Murray-Kynynmound, le 4 avril 1908. Ils ont trois enfants:
- Rosemary Ethel Baring – marié au lieutenant-colonel JD Hills
- Violet Mary Baring (née le 17 décembre 1911), épouse le major Mervyn Vernon.
- George Rowland Stanley Baring (1918 – 1991)